# 塔什克普呂
塔什克普呂是土耳其的城鎮，由卡斯塔莫努省負責管轄，位於該國北部，距離首府卡斯塔莫努42公里，面積1,811平方公里，海拔高度553米，2011年人口16,550。

## 外部連結
- District governor's official website （页面存档备份，存于） （土耳其文）

41°30′50″N 34°12′53″E / 41.51389°N 34.21472°E